# Gran Premio di Siracusa
Der Gran Premio di Siracusa (deutsch: Große Preis von Syrakus) war eine Automobilsportveranstaltung, die von 1951 bis 1967 stattfand. Die 13 Rennen fanden in der sizilianischen Stadt Syrakus statt. Sie waren für Formel-1-Autos ausgeschrieben, zählten aber nicht zur Automobil-Weltmeisterschaft.

## Hintergrund

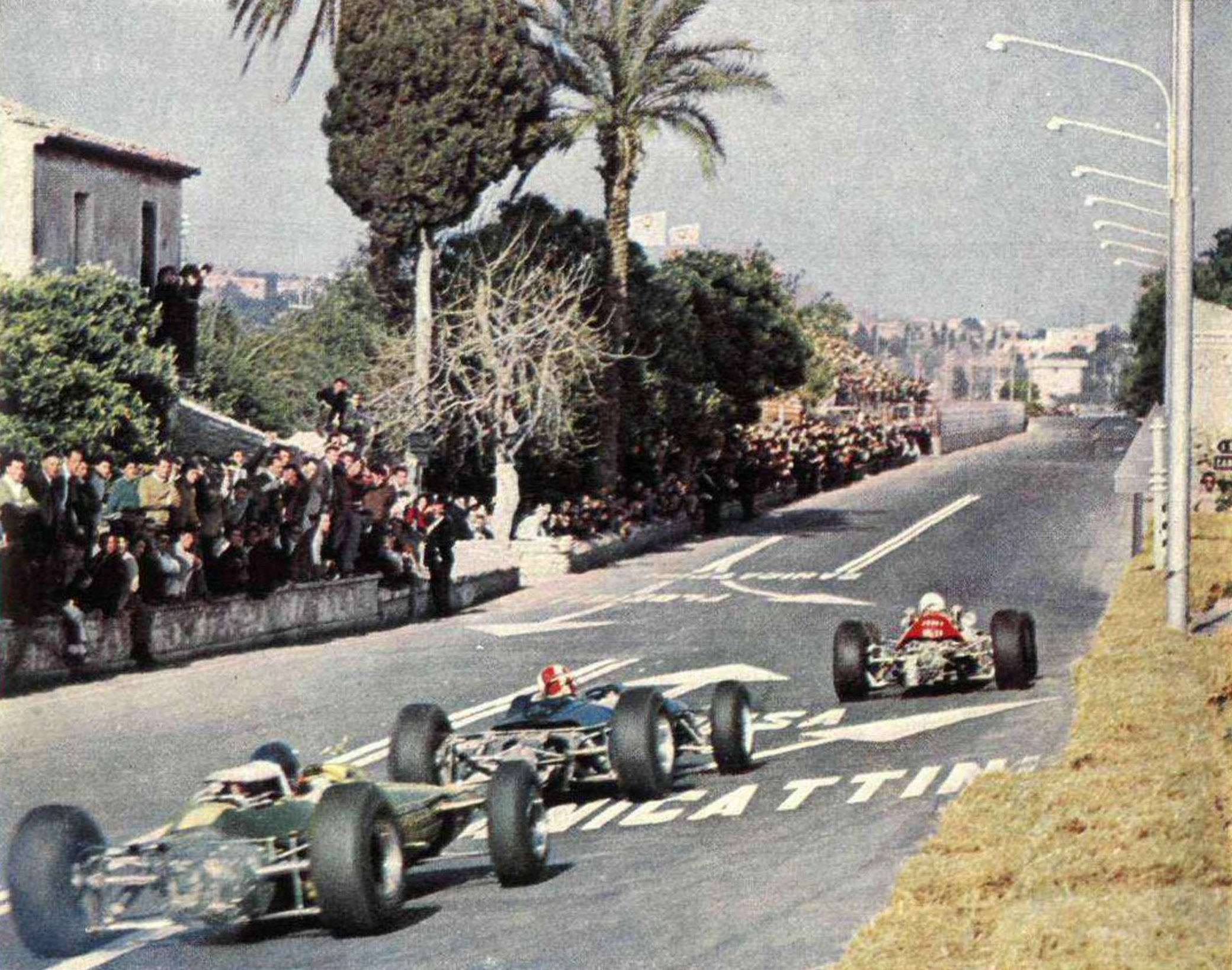
1965

Austragungsort war der Circuito di Siracusa, eine nicht permanente Rennstrecke in der Stadt Syrakus, die nahezu unmittelbar an der Mittelmeerküste lag. Angesichts der guten klimatischen Verhältnisse auf der süditalienischen Insel war der Große Preis von Syrakus mit wenigen Ausnahmen eines der ersten europäischen Formel-1-Rennen der jeweiligen Saison.
Die letzte Ausgabe des Großen Preises von Syrakus hatte zwei Sieger. Nach Maßgabe der offiziellen Zeitmessung erreichten die Ferrari-Werkspiloten 1967 Ludovico Scarfiotti und Mike Parkes das Ziel zeitgleich nach 1:40.58,4 Stunden. Beide wurden als Sieger gewertet; der zweite Platz wurde nicht vergeben.
Ab 1968 wurde der Große Preis von Syrakus nicht mehr abgehalten; seitdem gibt es keine Formel-1-Rennen auf Sizilien mehr. Klassenhöchste Monoposto-Rennen waren bis 1984 Läufe der Formel-2-Europameisterschaft, die unter der Bezeichnung Gran Premio del Mediterraneo auf dem Autodromo di Pergusa in einem Vorort der im Inselinneren gelegenen Stadt Enna ausgetragen wurden. Von 1985 bis 1998 fanden dort Rennen der Internationalen Formel-3000-Meisterschaft statt.

## Ergebnisse
| Auflage | Datum            | Sieger                                                  | Zweiter                           | Dritter                      | Pole-Position                  | Schnellste Runde             |
| ------- | ---------------- | ------------------------------------------------------- | --------------------------------- | ---------------------------- | ------------------------------ | ---------------------------- |
| 1       | 11. März 1951    | Luigi Villoresi (Ferrari)                               | Dorino Serafini (Ferrari)         | Rudolf Fischer (Ferrari)     | Giuseppe Farina (Maserati)     | Alberto Ascari (Ferrari)     |
| 2       | 16. März 1952    | Alberto Ascari (Ferrari)                                | Piero Taruffi (Ferrari)           | Giuseppe Farina (Ferrari)    | Luigi Villoresi (Ferrari)      | Alberto Ascari (Ferrari)     |
| 3       | 22. März 1953    | Emmanuel de Graffenried (Maserati)                      | Louis Chiron (Osca)               | Rodney Nuckey (Cooper)       | Alberto Ascari (Ferrari)       | Alberto Ascari (Ferrari)     |
| 4       | 11. April 1954   | Giuseppe Farina (Ferrari)                               | Maurice Trintignant (Ferrari)     | Sergio Mantovani (Ferrari)   | Onofre Marimón (Maserati)      | Onofre Marimón (Maserati)    |
| 5       | 23. Oktober 1955 | Tony Brooks (Connaught)                                 | Luigi Musso (Maserati)            | Luigi Villoresi (Maserati)   | Tony Brooks (Connaught)        | Luigi Musso (Maserati)       |
| 6       | 5. April 1956    | Juan Manuel Fangio (Lancia)                             | Luigi Musso (Lancia)              | Peter Collins (Lancia)       | Juan Manuel Fangio (Lancia)    | Juan Manuel Fangio (Lancia)  |
| 7       | 7. April 1957    | Peter Collins (Lancia-Ferrari)                          | Luigi Musso (Lancia-Ferrari)      | Stirling Moss (Vanwall)      | Peter Collins (Lancia-Ferrari) | Stirling Moss (Vanwall)      |
| 8       | 13. April 1958   | Luigi Musso (Ferrari)                                   | Joakim Bonnier (Maserati)         | Paco Godia (Maserati)        | Luigi Musso (Ferrari)          | Luigi Musso (Ferrari)        |
|         | 1959 bis 1960    | kein Gran Premio di Siracusa                            | kein Gran Premio di Siracusa      | kein Gran Premio di Siracusa | kein Gran Premio di Siracusa   | kein Gran Premio di Siracusa |
| 11      | 25. April 1961   | Giancarlo Baghetti (Ferrari)                            | Dan Gurney (Porsche)              | Joakim Bonnier (Porsche)     | Dan Gurney (Porsche)           | Dan Gurney (Porsche)         |
|         | 1962             | kein Gran Premio di Siracusa                            | kein Gran Premio di Siracusa      | kein Gran Premio di Siracusa | kein Gran Premio di Siracusa   | kein Gran Premio di Siracusa |
| 12      | 25. April 1963   | Jo Siffert (Lotus)                                      | Carel Godin de Beaufort (Porsche) | Carlo-Maria Abate (Cooper)   | Jo Siffert (Lotus)             | Jo Siffert (Lotus)           |
| 13      | 12. April 1964   | John Surtees (Ferrari)                                  | Lorenzo Bandini (Ferrari)         | Mike Spence (Lotus)          | Lorenzo Bandini (Ferrari)      | Lorenzo Bandini (Ferrari)    |
| 14      | 1. April 1966    | John Surtees (Ferrari)                                  | Lorenzo Bandini (Ferrari)         | David Hobbs (Lotus)          | John Surtees (Ferrari)         | John Surtees (Ferrari)       |
| 15      | 21. Mai 1967     | Mike Parkes (Ferrari) und Ludovico Scarfiotti (Ferrari) | —                                 | Jo Siffert (Cooper)          | Ludovico Scarfiotti (Ferrari)  | Mike Parkes (Ferrari)        |